# Solanum thelopodium
Solanum thelopodium ist eine in Südamerika beheimatete Pflanzenart aus der Gattung Nachtschatten (Solanum) in der Familie der Nachtschattengewächse (Solanaceae).

## Beschreibung

### Vegetative Merkmale
Solanum thelopodium ist ein 0,5 bis 1 (selten bis 2) m hoher, stabartig wachsender Strauch mit meist nur einem Stamm. Dieser Stamm ist unbehaart, ist dunkelbraun und wird beim Trocknen dunkler. Die Wurzel ist eine dicke und holzige Pfahlwurzel. Die sympodialen Einheiten bestehen aus mehreren Internodien mit ebenso vielen Laubblättern. Die Blattspreiten sind 11 bis 30 (selten bis 45) cm lang und 4,1 bis 16 cm breit. Sie sind eiförmig bis elliptisch, meist sehr dünn und häutig und besitzen zwölf bis 13 Paare von der Blattachse ausgehender Blattadern. Beide Seiten sind unbehaart oder auf der Unterseite nur mit einigen verstreuten Papillen entlang der Adern versehen. Die Basis ist spitz zulaufend, nach vorn sind sie plötzlich zugespitzt. Die Blattstiele werden (selten nur 0,6) 1 bis 2,5 cm lang.

### Blütenstände und Blüten
Die Blütenstände sind von einem einzigen Punkt aus zwei- oder dreimal verzweigt. Sie können unbehaart oder mit kurzen Trichomen papillös besetzt sein. Die Trichome sind kürzer als 0,5 mm lang, bestehen maximal aus drei Zellen und sind niemals drüsig. Der Blütenstandsstiel ist 2,5 bis 5 cm lang, die Abzweigungen 0,5 bis 4 cm. Pro Zweig ist jeweils nur immer eine einzige Blüte geöffnet, insgesamt können jedoch bis zu 50 Blüten je Zweig gebildet werden. Junge Knospen sind elliptisch, später werden sie deutlich zugespitzt und sind etwas gebogen. Die Blütenstiele sind 5 bis 6 mm lang, unbehaart und nickend.
Die Kelchröhre ist konisch bis etwas abgeflacht, 1 bis 1,5 (selten bis 2) mm lang und mit dreieckig bis spitzig-dreieckig oder etwas quadratischen, 0,5 bis 1 mm langen Kelchzipfeln besetzt. Der Kelch ist unbehaart oder fein papillös, die Spitzen der Zipfel sind mit feinen Trichombüscheln besetzt. Die Krone ist meist etwas purpurn oder pink, gelegentlich auch weiß oder grünlich. Sie misst 1,5 bis 2 cm im Durchmesser und ist bis fast zu Basis gelappt. Die Kronlappen stehen zur Blütezeit auf einer Ebene, sind 8 bis 9 mm lang, schmal dreieckig und mit einer kapuzenförmigen und papillösen Spitze versehen.
Die Staubblätter sind dreigestaltig und teilweise zu einer feinen Staubfadenröhre mit einer Länge von 0 bis 0,5 mm verwachsen. Der größte Staubbeutel ist 5 bis 7 mm lang und 1 bis 2 mm, der dazugehörige Staubfaden ist 2 bis 2,5 mm lang. Das mittelgroße Staubblattpaar besitzt Staubbeutel mit 3,5 bis 4,5 mm Länge und 1 bis 1,5 mm Breite, der Staubfaden ist 0,5 bis 1 mm lang. Bein kleinen Staubblattpaar erreichen die Staubbeutel Längen von 2,5 bis 4 mm und eine Breite von 1 bis 1,5 mm, die Staubfäden sind hier 1 bis 1,5 mm lang. Der Fruchtknoten ist konisch, unbehaart und in Richtung der Narbe allmählich geflügelt. Die Narbe selbst ist abgeflacht köpfchenförmig.

### Früchte und Samen
An der Frucht vergrößern sich die dann aufrecht stehenden Blütenstiele auf 1 bis 1,3 cm. Sie tragen 1 bis 1,5 cm durchmessende, kugelförmige, glatte Früchte. Diese sind grün gefärbt und besitzen dunklere Streifen und Flecken. Das Perikarp ist dünn und trocknet brüchig ein. Je Frucht werden (selten nur fünf) zehn bis 20 Samen gebildet. Diese sind 3 bis 4 mm lang, blass lohfarben oder rötlich, abgeflacht bis eiförmig-nierenförmig. Die Zellen der Samenschale (Testa) sind langgestreckt und besitzen einen geschwungenen Umriss, die äußeren Zellwände sind deutlich und regelmäßig gestreift.

## Verbreitung und Standorte
Die Art ist im Amazonasgebiet Kolumbiens, Ecuadors, Perus, Boliviens und Brasiliens verbreitet. Sie ist dort für gewöhnlich im überfluteten Wald (Igapó oder Tahuampa) zu finden, tritt gelegentlich auch in Terra-Firme-Wäldern auf. Sie ist in Höhenlagen zwischen 100 und 450 m zu finden.

## Systematik
Solanum thelopodium ist innerhalb der Gattung der Nachtschatten (Solanum) in die Thelopodium-Klade eingeordnet. Die Klade steht isoliert zu den restlichen Arten der Gattung. Es wird angenommen, dass Solanum monarchostemon die Schwesterart der Art ist.

## Nachweise
- Sandra Knapp: Solanum thelopodium. In: Solanaceae Source (online), Juli 2004, abgerufen am 30. Januar 2011.